# LU (ビスケット)
ルフェーヴル＝ユティル(Lefèvre Utile)は、フランス・ナント発祥のビスケットのブランドである。LU（リュ）の略称で知られる。1986年にダノンにより買収され、2007年にアメリカのクラフトフーヅに売却された。同社は2012年にモンデリーズ・インターナショナルに改称した。主力商品はプチブール(Petit-Beurre)で、その他にレディフィンガー(Ladyfinger)、シャンパーニュ(Champagne)、プチフール(Petit four)、プランス・ド・LU(Prince de LU)、ピムズ(Pim's)、パイユ・ドール(Paille d'Or)などの商品がある。

## 歴史
ルフェーヴル＝ユティルは1846年にジャン＝ロマン・ルフェーヴル(Jean-Romain Lefèvre)によってナントで創業した。当初はイギリスのハントレー・アンド・パーマーズの工場で作られたビスケットを販売していたが、後に自社で製造するようになった。社名は、ルフェーヴルの名前と、妻でビジネスパートナーでもあるポリーヌ＝イザベル・ユティル(Pauline-Isabelle Utile)の名前をつなげたものである。アルフォンス・ミュシャがデザインした1897年の同社のカレンダー広告で、初めて"LU"という表記が使用された。同年、同社はポスター広告のデザインに、ショコラメニエの広告で有名なファーミン・ブイセを起用した。ブイセは、LUというロゴとともに少年が描かれたプチエコリエ(Petit écolier)のポスターを作成した。ブイセのポスターは広範囲に使用され、後にプチブールの表面に少年の像が刻まれるようになった。このポスターにより、同社はLUと呼ばれることの方が多くなった。
LU社は、創業者の息子のルイ・ルフェーヴル＝ユティルが継承した後、1986年にフランスの食品メーカーのダノンにより買収され、その一部門となった。2005年には、LUの商品の売上がダノンのビスケット・シリアル部門の半分を占めるようになっていた。
2007年7月、アメリカのクラフトフーヅが、LUを含むダノンのビスケット・シリアル部門を72億ドルで買収した。その2年前にもアメリカのペプシコがLUの買収を計画していたが、激しい抗議活動により断念していた。クラフトフーヅは、フランスの工場は閉鎖せず、合併から少なくとも3年間は本社をパリ近郊に置くと発表したため、ペプシコのときのような抗議は起こらなかった。クラフトフーヅは2012年にモンデリーズ・インターナショナルに改称した。

## ギャラリー

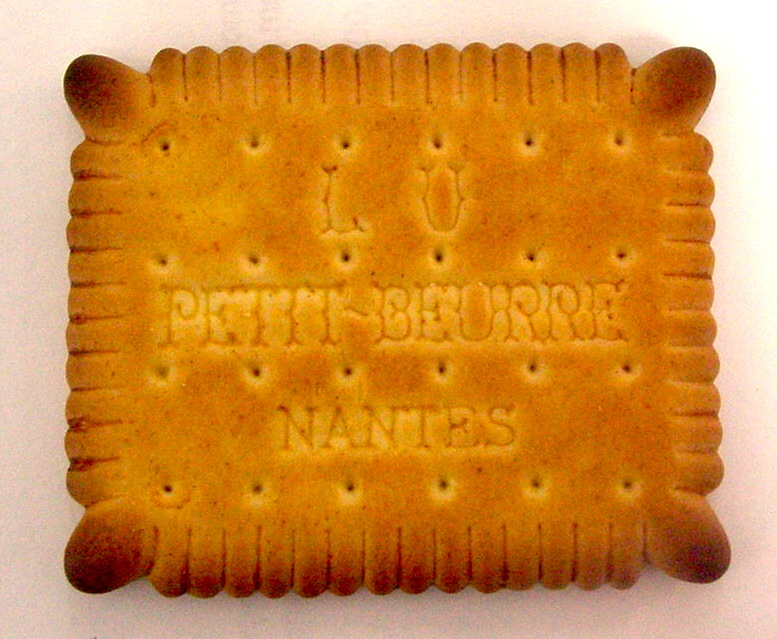
プチブール
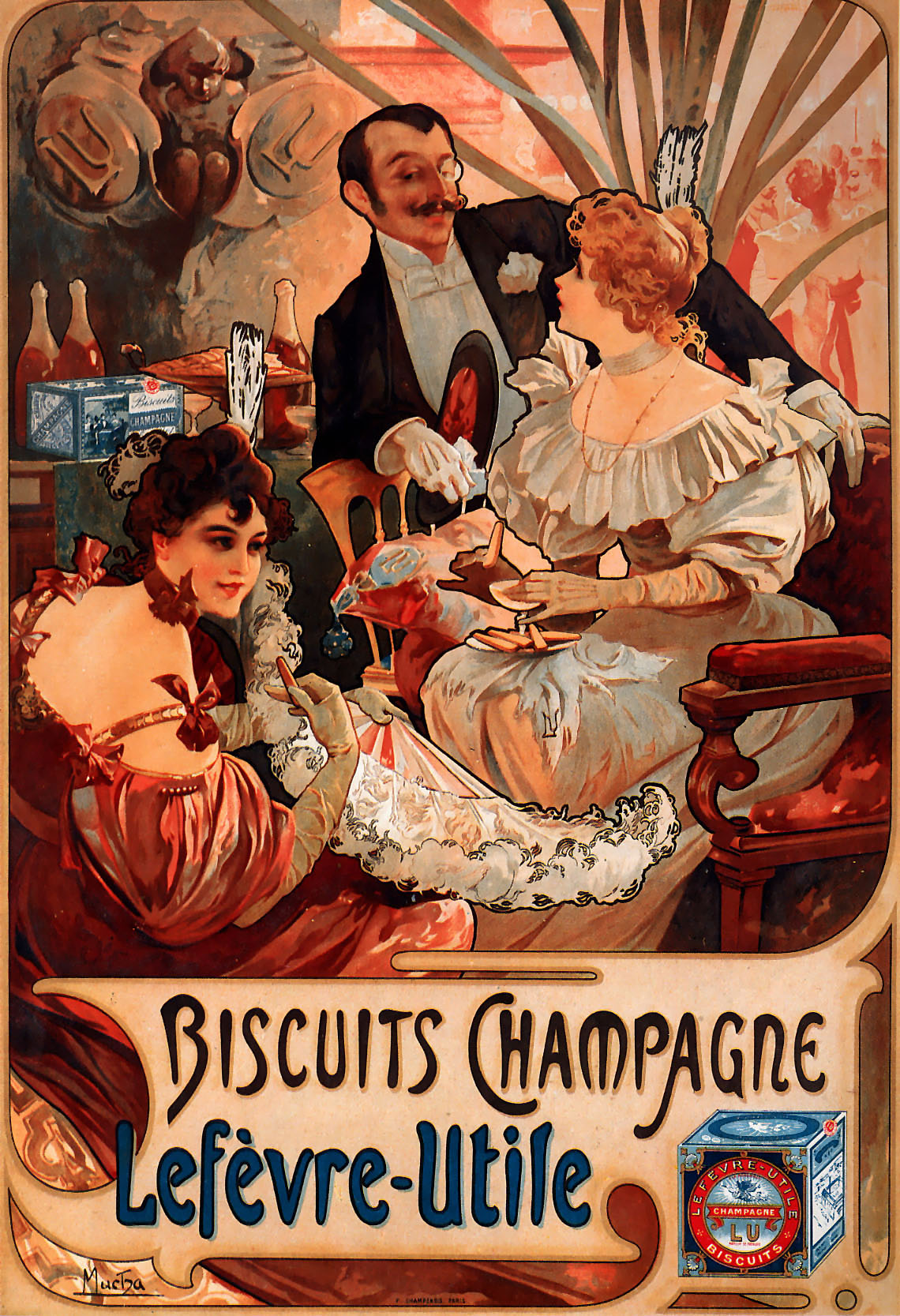
ミュシャがデザインしたLUシャンパーニュの広告（1896年）
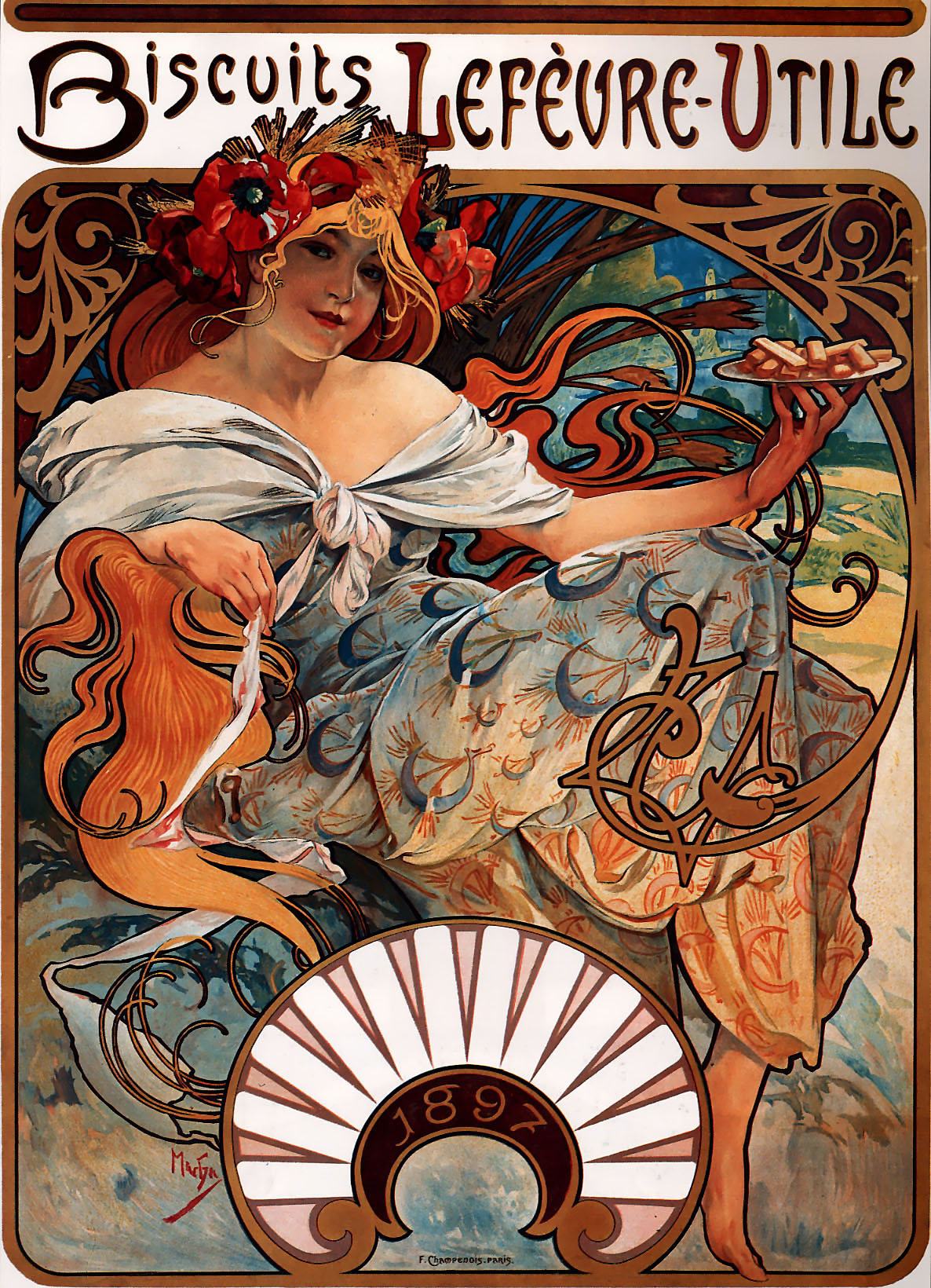
ミュシャがデザインした1897年のカレンダー広告
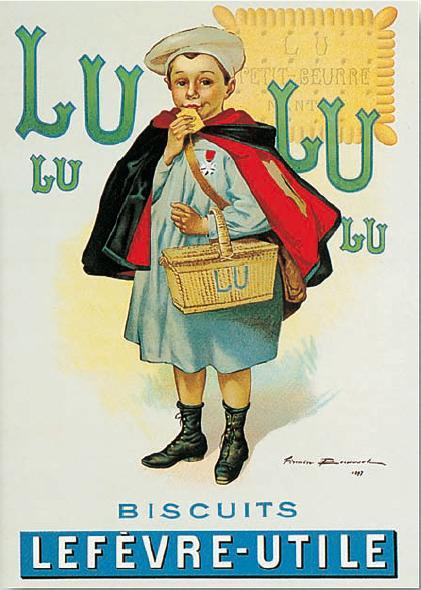
ブイセがデザインしたプチエコリエのポスター
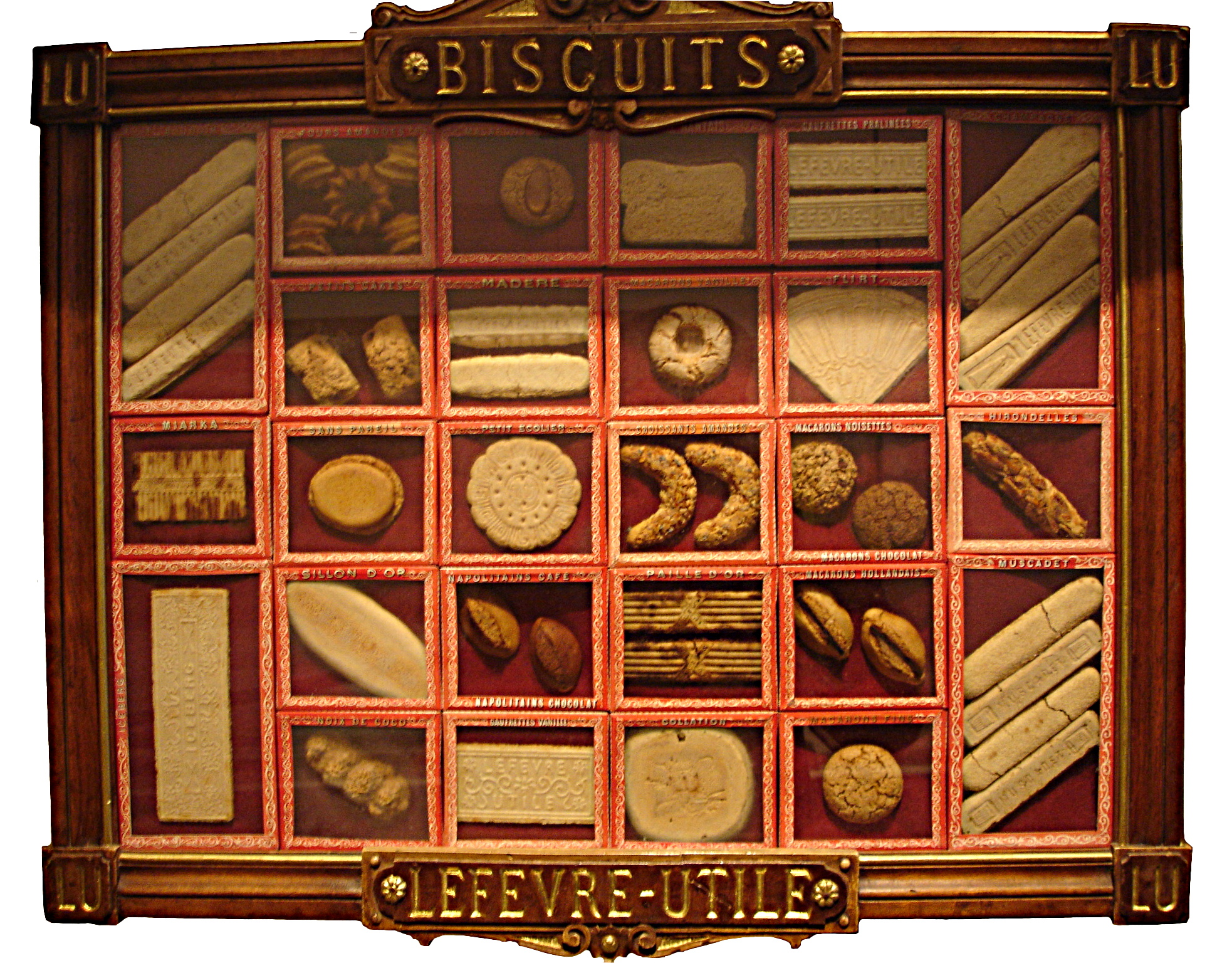
LUの各種ビスケット
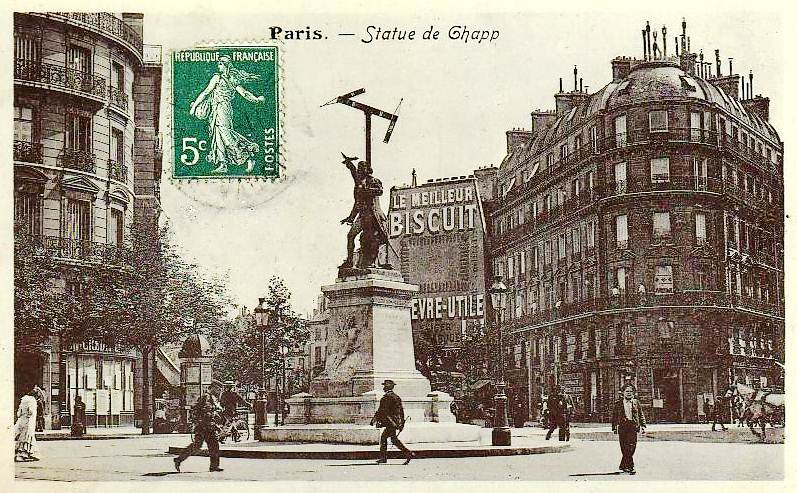
パリの風景が描かれた絵はがき（1908年）。中央は腕木通信を発明したクロード・シャップの像で、その後ろにLUの看板が見える。
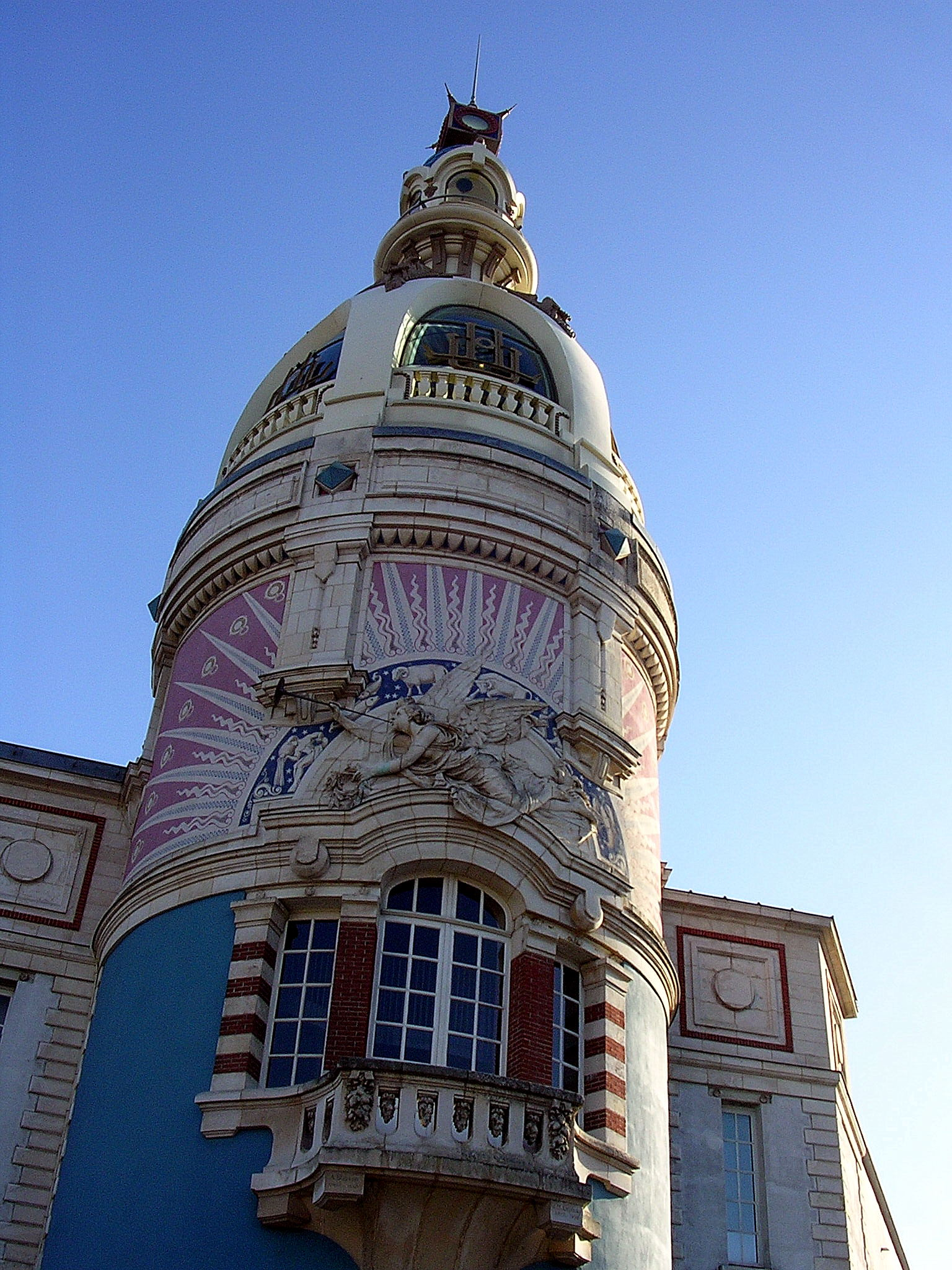
ナントのLU社の塔